# Іванови-Іванови
«Іванови-Іванови» (рос. Ивановы-Ивановы) — російський комедійний телесеріал (ситком) виробництва компаній «Yellow, Black and White» (1-2 сезони) і «Pick Up Film» (3-7 сезони) на замовлення телеканалу СТС.

## Сюжет

### 1 сезон (2017)
Слоган: «Їм підклали сім'ю!»
Серіал оповідає про дві воронезькі сім'ї різного достатку. На початку серіалу склад сімей наступний:
- Багаті Іва́нови:
  - Антон — бізнесмен, який заявляє до того ж про своє шляхетне походження, але упереджений до азартних ігор,
  - його дружина Поліна — світська левиця, має хобі — ліпити горщики,
  - їх син Іван — розпещений нехлюй, досвідчений в спілкуванні з дівчатами,
  - хатня робітниця Катерина;
- Бідні Івано́ви:
  - Олексій — авантюрист по натурі, вплутується в сумнівні справи, має пристрасть до алкоголю,
  - його дружина Ліда — працьовита і владна жінка,
  - їх син Данило — відмінник, захоплюється програмуванням і точними науками,
  - живе разом з ними Віктор Олексійович — батько Олексія, дід Данила.

20 серпня 2001 року в пологовому будинку приймали пологи у однофамілиць Іванових - Поліни та Лідії. Обидві сім'ї дізнаються про те, що в пологовому будинку у них випадково переплутали дітей (це з'ясовується лише через 16 років). Дорослі вирішують відновити історичну справедливість: тепер Ваня змушений вчитися виживати в будинку у своїх бідних біологічних батьків, а Данило — знайомитися з правилами поведінки у світському суспільстві. Однак незабаром будинок бідних Івано́вих згорає, і вони поселяються під одним дахом з багатими Іва́новими. Попри те, що спільне життя двох сімей виявляється непростим, їм все ж вдається йти на компроміси. При цьому батьки зближуються зі своїми «новими» синами, але й не забувають про «колишніх».
В кінці першого сезону Антон Іва́нов стає банкрутом: він програє в карти свій розкішний будинок, втрачає бізнес.

### 2 сезон (2018)
Слоган: «З князі в грязі»
У другому сезоні Іванови вимушено переїздить жити на дачу Поліни і фактично ведуть сільський спосіб життя. Поліна більше не хоче мати нічого спільного з Антоном, але той все ж не залишає спроб домогтися від дружини пробачення. Тим часом Данило зізнається в любові Елі, але дізнається, що від нього вагітна Яна. Вся сім'я в шоці від цієї новини. Однак незабаром з'ясовується, що ніякої вагітності немає — Яна її вигадала, щоб бути з Данилом. Другий сюрприз сім'ї підносить Ваня — він почав зустрічатися з жінкою, на 20 років старшою за нього (проте цей зв'язок буде недовгим).
Другий сезон закінчується тим, що Олексію за щасливою випадковістю вдалося викупити будинок назад, проте тепер він, а не Антон, є його власником. Поліна пробачила Антона, Дід зробив пропозицію Катерині, а Данило намагається повернути Елю.

### 3 сезон (2018)
Слоган: «Твій дім - мій дім!»
Ваня і Данило закінчують школу і вступають до університету. Тим часом між Олексієм і Антоном розгорається конфлікт - кожен з них претендує на роль «господаря» в будинку. Незабаром Антон викуповує у Олексія половину будинку, а потім разом з другом Гамлетом Оганяном повертає автосалон: Гамлет стає його власником, а Антон - управляючим.
Данила пропонує Елі руку і серце. Ваня пропонує Яні шлюб. Яна змушена відмовитися: через проблеми з бізнесом її батька доводиться виїхати з міста, і вона їде разом з ним. Дід зустрічає нову любов - Зою Миронівну, і незабаром вони починають жити разом.

### 4 сезон (2019—2020)
Слоган: «Кожен сам за себе»
Поліна отримує спадок від померлого батька і вкладає ці гроші у власну справу - відкриття спільного з Лідою бутика. Антон скептично ставиться до бізнесу дружини, вважаючи, що їй більше підходить роль домогосподарки - це призводить до охолодження стосунків між подружжям. Тим часом сам Антон через зовсім різні думки про життя з Оганяном звільняється з автосалону і разом з новим бізнес-партнером вирішує відкрити інтернет-магазин. Данила, бажаючи самостійно заробити на весілля з Елею, влаштовується на роботу в автосалон Оганяна і незабаром стає його керівником. Олексій має намір побудувати особняк для своєї сім'ї на території тієї ділянки, де розташовувався раніше згорілий будинок; однак через непередбачені фінансові труднощі, потай від Ліди, він виявився змушений продати цю ділянку.
Сезон закінчується тим, що партнер Антона по бізнесу забирає всі гроші і їде. Через це Антону нічим розплачуватися з інвестором. Щоб допомогти Антону, Ліда і Поліна продають свій бутик. Дід розлучається з Зоєю Миронівна. Данила і Еля одружуються, а Лідія і Олексій готуються до розлучення. Антона забирає прокуратура.

### 5 сезон (2021)
Слоган: "Іванових багато не буває!"
У нових серіях Іванови визволяють Антона з в'язниці, продавши єдиний будинок. Щоб сім'я не залишилася на вулиці, Антон перевозить всіх до похмурого брата, фермера Борі (Станіслав Дужников), який змагається з упертою сусідкою (Світлана Колпакова) і місцевою підприємицею Сімоною (Карина Разумовська). Тим часом Олексій намагається повернути Ліду, яка після розлучення зустріла залицяльника в особі інтелігентного ветеринара (Андрій Леонов). А от Поліна пізнає ази сільського бізнесу. Іванови позмагаються за звання кращих фермерів району!

## Виробництво телесеріалу

### Ідея
Сюжет телесеріалу схожий з американським проектом «Їх переплутали в пологовому будинку», хоч і не є його російської адаптацією. Також спостерігається деяка подібність телесеріалу з романом Марка Твена «Принц і жебрак».
За словами продюсера серіалу Віталія Шляппо:
|  | Ідею проекту ми побачили в одній телепрограмі [«Пусть говорят»] багато років тому. Там був сюжет про те, як в пологовому будинку переплутали дівчаток, про плутанину дізналися тільки тоді, коли дівчатка виросли - і ось дві сім'ї сиділи в студії і не знали, як жити далі. Ми подумали: дійсно, а як жити далі? Так з'явився проект «Іванови-Іванови». |

Спочатку серіал хотіли назвати «Івано́ви-Іва́нови», але згодом відмовилися від цієї ідеї. При цьому, незважаючи на те, що в анонсах серіал називають «Івано́ви-Івано́ви», в самому серіалі багату сім'ю називають «Іва́новими».

### Зйомки і вихід в ефір
Серіал знімається переважно на реальних об'єктах, а не в павільйонних декораціях. Більша частина зйомок здійснюється в Підмосков'ї. Наприклад, будинок багатих Іванових знятий в Ізмайлові, школа - у Ватутінках. Деякі сцени зняті в Москві. Зокрема, Воронезький університет, в якому навчаються діти Іванових з 3-го сезону, знятий в будівлі МПДУ. Окремі види зняті в Воронежі (наприклад, Адміралтейська площа).
Зйомки першого сезону телесеріалу проходили з квітня по липень 2017 року. Онлайн-прем'єра телесеріалу відбулася 9 жовтня 2017 року на «Відеоморе», «START» і офіційному сайті СТС, де були викладені відразу п'ять перших серій. Телевізійна прем'єра серіалу відбулася 16 жовтня 2017 року о 20:00 на каналі СТС.
Зйомки другого сезону проходили з листопада 2017 по 31 січня 2018 року. Прем'єра сезону відбулася на порталі «START» 19 березня 2018 року, а на телеканалі СТС була запланована на 26 березня 2018 року, але через трагедію в Кемерово прем'єру другого сезону серіалу перенесли на 2 квітня 2018 року о 20:00.
Восени 2017 року студія Yellow, Black and White заявила, що припиняє співпрацю з телеканалом СТС, але при цьому дознімає для СТС другий сезон телесеріалу «Іванови-Іванови». З третього сезону серіал знімає тільки компанія Pick Up Film.
Третій сезон знімався з червня по вересень 2018 року, його прем'єра відбулася 29 жовтня 2018 року о 20:00 на каналі СТС.
Четвертий сезон знімали з червня по грудень 2019 року. При показі на СТС сезон був поділений на дві частини: прем'єра першої частини (1-14 серії) відбулася 11 листопада 2019 року о 19:00, прем'єра другої частини (15-21 серії) - 3 лютого 2020 року о 19:30.
П'ятий сезон знімався з липня по листопад 2020 року. Прем'єра нового сезону традиційно відбудеться на телеканалі СТС 25 січня 2021 року о 19:00.

## У ролях

### Головні ролі
Івáнови
| Актор                 | Роль |
| --------------------- | --- |
| Олексій Лукін         | Іван Антонович Іванов біологічний син Олексія і Лідії Іванових, син Антона і Поліни Іванових; школяр (до 41 серії) / студент факультету міжнародних відносин Воронезького державного університету (з 42 серії); продавець автомобілів в автосалоні Гамлета Оганяна (з 73 серії). Зустрічався з Елею (20-29 серії), Діаною (34-40 серії), Яною (41, 49-61 серії), Анастасією (70-72 серії і з 81 серії) та Христиною (74-77 серії) |
| Сергій Бурунов        | Антон Павлович Іванов власник автосалону і один з найуспішніших бізнесменів області (в 1 сезоні); в 21-22 серіях - керуючий автосалоном, власником якого стала Діана; в 35-60 серіях - заступник директора в супермаркеті Гамлета Оганяна, в 60-63 серіях - керуючий автосалоном, в 66-80 серіях - співвласник інтернет-магазину «GSAP». Затриманий прокуратурою в 82 серії                                                       |
| Олександра Флоринська | Поліна Сергіївна Іванова світська левиця і домогосподарка, в 62-82 серіях - власниця бутика «І & І fashion» |

Івано́ви
| Актор           | Роль |
| --------------- | --- |
| Семен Тріскунов | Данило Олексійович Іванов біологічний син Антона і Поліни Іванових, син Олексія і Лідії Іванових; школяр (до 41 серії) / студент факультету міжнародних відносин Воронезького державного університету (з 42 серії); з 63 серії - продавець автомобілів в автосалоні Гамлета Оганяна, з 64 серії - керуючий автосалоном. З 20 по 37 серії - хлопець Яни; з 41 серії - хлопець Елі, в 50 серії зробив їй пропозицію, з 82 серії - чоловік Елі |
| Михайло Трухін  | Олексій Вікторович Іванов безробітний, з 10 по 22 серії - водій Антона |
| Ганна Уколова   | Лідія Семенівна Іванова швачка, з 30 по 61 серії - також і адміністраторка в салоні краси Мілани Оганян, в 62-82 серіях працювала разом з Поліною в бутику «І & І fashion» |
| Юрій Іцков      | Віктор Олексійович Іванов батько Олексія Іванова, вдівець, дід Данила та Івана; пенсіонер, з 46 по 61 серії - номінальний директор в супермаркеті Гамлета Оганяна. Був закоханий в Катерину, намагався за нею доглядати і зробив їй пропозицію руки і серця, але вона його кинула; з 52 по 81 серії мав стосунки з Зоєю Миронівною |

### Ролі другого плану
| Актор                | Роль |
| -------------------- | --- |
| Олена Муравйова      | Катерина хатня робітниця в будинку Іванових (до 23 серії), в 2 сезоні - доглядальниця Віктора Олексійовича, з 30 серії - хатня робітниця в будинку Оганяном, з 65 серії - секретарка в автосалоні Гамлета Оганяна                                              |
| Грант Тохатян        | Гамлет Давидович Оганян сусід Іванових, один Антона; власник супермаркету «ЕКОГРІН», з 60 серії - власник автосалону |
| Вікторія Маслова     | Мілана Володимирівна Оганян дружина Гамлета, власниця салону краси |
| Василина Юсковець    | Аріель Гамлетовна Іванова (дів. Оганян) (Еля) дочка Гамлета і Мілани; однокласниця, а потім одногрупниця Івана, Данила та Яни; з 20 по 29 серії - дівчина Івана, з 41 серії - дівчина Данила, з 50 серії - наречена Данила, з 82 серії - дружина Данила        |
| Олександр Обласов    | Герасим («Гера») Андрійович Чирков друг Олексія Іванова, з 60 серії - директор автомийки в автосалоні Гамлета |
| Христина Каширіна    | Яна Альбертівна Климова (1-3, 5 сезони) однокласниця, а потім одногрупниця Івана, Данила і Елі; з 20 по 37 серії - дівчина Данила, в 41 і з 49 по 61 серії - дівчина Івана, в 61 серії Іван зробив їй пропозицію, але вона відмовилася через сімейні обставини |
| Сергій Бєляєв        | Альберт Робертович Клімов (1-3 сезони) батько Яни, вдівець, бізнесмен; виграв в карти будинок Іванових, але в 40 серії Олексій викупив у нього будинок назад                                                                                                   |
| Юлія Подозерова      | Діана Валеріївна Крилова колишня дівчина Антона Іванова, з 21 по 60 серії - власниця автосалону, з 34 по 40 серії - дівчина Івана |
| Ірина Ракшина        | Зоя Миронівна (3-4 сезони) кохана Віктора Олексійовича, пенсіонерка, з 56 до 61 серії працювала в супермаркеті Гамлета Оганяна, в 81 серії поїхала жити до дочки в Москву                                                                                      |
| Єлизавета Арзамасова | Анастасія Павлівна (4-5 сезони) аспірантка Воронезького державного університету, викладачка англійської мови; з 70 по 72 і з 80 серії - дівчина Івана |
| Олексій Розін        | Ігор Анатолійович Савицький (4 сезон) бізнес-тренер, з 66 по 79 серії - партнер Антона Іванова по бізнесу |
| Станіслав Дужников   | Борис Іванов (5 сезон) брат Антона Іванова, фермер |
| Світлана Колпакова   | Ніна (5 сезон) сусідка Бориса Іванова. |
| Андрій Леонов        | ветеринар, залицяльник Ліди (5 сезон) |
| Карина Разумовська   | Симона (5 сезон) підприємиця |

### У епізодах
| Актёр                          | Роль |
| ------------------------------ | --- |
| Роман Індик                    | Роман лікар (1, 12, 49, 52 серії) |
| Ігор Хрипунов                  | Сергій судовий пристав (1, 3 сезони) |
| Катерина Вікулова              | Світлана дружина Гери (12, 43 серії) |
| Валерій Панков                 | Стас друг Олексія і Гери, з 60 серії — робітник автомийки в автосалоні Гамлета Оганяна |
| Артем Федотов                  | Едік друг Олексія і Гери, з 60 серії — робітник автомийки в автосалоні Гамлета Оганяна |
| Марія Іващенко                 | Ксенія Вікторівна класна керівниця в класі Івановых (7, 25, 41 серії) |
| Андрій Шишков                  | Петров однокласник Івана і Данила (1—3 сезони) |
| Валерій Новіков                | прокурор (8, 44 серії) |
| Миколай Козак                  | Вадим Михайлович майор поліції (10, 16, 29 серії) |
| Валентин Самохін               | психолог Поліни та Антона Івановых (13, 26, 45, 56 серії) |
| Денис Синявський               | Роман Олександрович у 1990-ті роки був партнером Антона по бізнесу (16 серія) |
| Марія Лиман                    | працівниця автосалону (22 серія) |
| Ігор Кистол                    | Сєва друг Олексія і Гери, альфонс (23 серія) |
| Павло Ремезов                  | Сергій Кіндратович Орлов батько Поліни Іванової, готельний магнат (28, 29 серії). Помер у 51 серії |
| Юлія Сулес                     | Галина працівниця весільного салону, подруга Ліди (33, 63, 67 серії) |
| Броніслава Захарова            | баба Галя колишня самогонщиця (38 серія) |
| Юлія Зіміна                    | Аліса подруга Діани (39 серія) |
| Марія Маліновська              | Валентина Андріївна директорка гімназії (41 серія) |
| Євген Романцов                 | Гліб Петрович Глібов одногрупник Івана та Данила (3—4 сезони) |
| Андрій Карасевич               | Дмитро Лебедєв одногрупник Івана та Данила (3—4 сезони) |
| Григорій Фірсов                | декан факультету міжнародних відносин (47, 57 серії) |
| Свілана Тормахова              | Маргарита Андріївна мати Ніни (50 серія) |
| Дар'я Дроздовська              | Ніна донька Маргарити Андріївни, знайома Поліни та Ліди (50 серія) |
| Стефані Єлизавета Бурмакова    | Ксенія одногрупниця Данила, Івана, Елі та Яни, подруга Елі, закохана в Данила (55, 56, 60, 61 серії) |
| Михайло Богдасаров             | Валентин актор, який повинен був грати роль у кліпі Мілани (57 серія) |
| Дмитро Павленко                | Олександр Григорович декан факультету міжнародних відносин (4 сезон) |
| Артем Гайдуков                 | Кирило Шмельов менеджер автосалону (4 сезон) |
| Віктор Низовий                 | Василич новий сусід Івано́вих, якому Олексій продав свою ділянку (63, 65, 70, 75 серії) |
| Михайло Руденко                | Павло агент з нерухомості, у минулому - однокласник Поліни (63 серія) |
| Олександр Волков               | хазяїн алкомаркету (64 серія) |
| Алла Малкова                   | Маргарита ясновидиця, подруга Зої Миронівни (68 серія) |
| Юрій Іцков                     | злочинець на прізвисько «Пеніцилін» (справжнє ім'я — Олег Едуардович Гуцуєв) в 1990-і роки займався підпільним обігом лікарських засобів,потім потрапив до в'язниці; зовні схожий на Віктора Олексійовича Іванова (69 серія) |
| Валерій Афанасьєв              | Олег Сергійович Володін прокурор, володар великих грошей; знайомий Антона Іванова та інвестор його нового бізнесу (69, 72, 81, 82 серії)                                                                                     |
| Інна Корольова, Ольга Чудакова | відвідувачки бутика Поліни і Ліди (69 серія) |
| Вікторія Клинкова              | Христина дівчина / колишня дівчина Вані, студентка Воронезького державного університету (4 сезон) |
| Ганна Якуніна                  | Ніна донька Зої Миронівни (75, 76, 81 серії) |
| Віталій Альшанський            | учасник показу мод (77 серія) |
| Антон Афанасьєв                | Миколай Петрович підприємець зі списку Forbes, знайомий Антона (78 серія) |
| Ігор Юртаєв                    | системний адміністратор інтернет-магазину «GSAP» (80 серія) |
| Сергій Бадичкин                | Илля Євгенович чиновник (81, 82 серія) |

### Камео
| Актёр              | Роль                                                                                           |
| ------------------ | ---------------------------------------------------------------------------------------------- |
| Олександр Половцев | виконавець ролі Олега Соловца в детективному телесеріалі «Вулиці розбитих ліхтарів» (16 серія) |
| Ганна Семенович    | з'явилася в еротичній фантазії Олексія (49 серія), а також на виставці Поліни (61 серія)       |
| Олена Летуча       | відвідувачка бутіка Поліни і Ліди (74 серія)                                                   |

## Епізоди
| Сезон | Сезон                               | Серії              | Період трансляції                                                   |
| ----- | ----------------------------------- | ------------------ | ------------------------------------------------------------------- |
|       | 1                                   | 1—20 (20 серій)    | 16 жовтня — 16 листопада 2017                                       |
|       | 2                                   | 21—40 (20 серій)   | 2 — 26 квітня 2018                                                  |
|       | 3                                   | 41—61 (21 серія)   | 29 жовтня — 29 листопада 2018                                       |
|       | 4                                   | 62—82 (21 серія)   | 11 — 28 листопада 2019 (1 частина) / 3 — 12 лютого 2020 (2 частина) |
|       | 5                                   | 83—103 (21 серія)  | 25 січня – 25 лютого 2021 року                                      |
|       | 6                                   | 103—120 (17 серія) | 6 лютого – 2 березня 2023                                           |
|       | Іванови-Іванови. Новорічні канікули | —                  | 30 грудня 2023                                                      |
|       | 7                                   | 121—132 (12 серія) | 7 – 17 жовтня 2024                                                  |

## Опис серій

### Сезон 1
| № серії | Опис серії | Прем'єра   |
| ------- | --- | ---------- |
| 1       | 20 серпня 2001 року в пологовому будинку приймали пологи у однофамілівок Іванових: Поліни та Лідії. Їх немовлят помилково переплутали. Однак про те, що сталося, сім'ям стає відомо лише через 16 років. | 16.10.2017 |
| 2       | Сім'ї багатих і бідних Іванових знайомляться один з одним. Однак між ними складаються напружені відносини. Ваню забирають до себе додому бідні Іванови, а Данила залишається у багатих. | 16.10.2017 |
| 3       | Починається спільне проживання двох сімей у будинку багатих Іванових. Антона співмешканці не влаштовують: Дід і Олексій щосили косять. Поліна і Ліда намагаються дізнатися більше про своїх біологічних дітей, проте з'ясовують неприємну правду. У Вані та Данила теж не складаються стосунки. | 17.10.2017 |
| 4       | У гості до багатих Іванових приходять їхні сусіди Оганяни. Антон і Поліна не знають, як пояснити, хто такі бідні Іванови. Тим часом дідусь краде пельмені в супермаркеті, а Данило та Еля знімають екстремальне відео з Ванею, прив'язаним до капота автомобіля. | 18.10.2017 |
| 5       | Антон та Олексій вирішують ближче познайомитися з рідними синами. Антон запросив Данила в свій автосалон, а Льоша та Іван пішли гуляти в парк. Однак знайти спільну мову з дітьми виявляється досить проблематичним. | 19.10.2017 |
| 6       | Поліна намагається довести Ліді, що володіє кулінарними здібностями. Данило закохується в Елю, якій також симпатизує і Ваня. А Антон необережно довіряє свій автомобіль Олексію. | 23.10.2017 |
| 7       | Ваня запрошує Олексія до школи, чим викликає ревнощі у Антона. А у Поліни не складаються стосунки з Данилом, і Ліда пропонує їй знайти спільні інтереси з сином. Дізнавшись, що Поліна продає свої глиняні горщики за великі гроші, Дідусь вирішує, що вона і Антон — контрабандисти. Це призводить до непередбачуваних наслідків.                                                                   | 24.10.2017 |
| 8       | Данила полагодив ноутбук Антона, і тепер батько просить відремонтувати ще й телефон Гамлета. Але це виявляється не так просто, як розраховував Антон. Поліна дарує Ліді дорогу білизну, при цьому не називає її справжню ціну. Тим часом Льоша, виявивши, що з його ділянки вкрали туалет, шукає злодія; в цьому йому допомагають Ваня і Дід.                                                        | 25.10.2017 |
| 9       | Іван дізнався, що Данило жодного разу не цілувався з дівчиною, і вирішує «зблизити» його з однокласницею Яною. У цей час Поліна підкидає Данилу книгу про сексуальну освіту, Льоша — презервативи, а Дід — гральні карти з голими дівчатами. | 26.10.2017 |
| 10      | Іван і Данило активно використовують на свою користь той факт, що у них четверо батьків. Дорослі розуміють, що необхідно узгоджувати методи контролю над дітьми, і тому визначають відповідального за виховання підлітків. Тим часом Антона позбавляють водійських прав, і йому доводиться взяти собі водія Олексія.                                                                                 | 30.10.2017 |
| 11      | Антон здогадується, що його автомобіль Олексій використовує для підробітку на стороні. Льоша запевняє, що почав будівництво нового будинку в таємниці від рідних. Антон не вірить і пропонує всією сім'єю провести суботник, під час якого ледь не розкривається бурхливе минуле Поліни. | 31.10.2017 |
| 12      | Льоша бажає, щоб Ліда виглядала так само красиво, як і Поліна. А Антон отримав запрошення на прийом до губернатора і збирається взяти з собою Івана. Ваня спочатку переконує батька взяти замість себе Данила, але коли дізнається, що Оганян з Елею також йдуть, хоче сам піти на прийом. Дідусь намагається довести, що він ще в повній силі, і в результаті заробляє серцевий напад.              | 01.11.2017 |
| 13      | Антон випадково розбив Данилу ніс. Після цього Поліна починає вважати, що чоловік занадто агресивний, і скаржиться психологу. Елі потрібен партнер для танців. Незважаючи на те, що Ваня і Данило домовилися не претендувати на Елю, кожен з них таємно один від одного погоджується стати її партнером. Тим часом Дідусь вирішує перестрахуватися і розкладає по всьому будинку таблетки для серця. | 02.11.2017 |
| 14      | Будучи сильно п'яним, Антон дарує Льоші свій годинник, дозволяє Ліді зробити на ділянці невеликий город, а Діду — розвести бджіл. Протверезівши наступного дня, Антон відчуває роздратування від усіх цих змін. Тим часом Данило заради Елі завалює твір у школі. | 07.11.2017 |
| 15      | Поліна та Антон втомилися від своїх співмешканців і вирішили збрехати їм про те, що вирушають на море за заздалегідь купленими квитками, а самі вирушають на дачу. Поки господарів немає вдома, Льоша вирішує відсвяткувати з друзями свій день народження на тиждень раніше. Ваня і Данило також влаштовують вечірку, на яку Еля приходить зі своїм хлопцем.                                        | 08.11.2017 |
| 16      | У Олексія день народження. В якості подарунка Іван і Данило знімають відеопривітання від друзів і знайомих Льоші. А Ліда, за порадою Поліни, влаштовує для чоловіка пікантний сюрприз. | 09.11.2017 |
| 17      | Олексію набридли постійні докори Ліди, і він вирішує піти з дому. За наполяганням Поліни Антон вирушає вмовляти Олексія повернутися додому. Тільки замість вмовлянь Антону доводиться відігруватися в карти за Льошу. Тим часом Ліда знаходить чоловіка для Каті. | 13.11.2017 |
| 18      | Наближається річниця весілля Льоші та Ліди. Льоші терміново знадобилися гроші на кільця, які він не купив 17 років тому. А Поліна радить Ліді почати вести власний бізнес, для чого вмовляє Антона допомогти фінансово. Тим часом Яна приходить до танцювального гуртка, щоб зблизитися з Данилом.                                                                                                   | 14.11.2017 |
| 19      | Олексій дізнався, що Антон програв в карти будинок. Антон просить позичити грошей у Діани — колишньої коханої. Поліна незадоволена своєю хатньою робітницею Катею і хоче її звільнити. А Данило конфліктує з однокласником Петровим, який викликає його на бійку. | 15.11.2017 |
| 20      | Для вирішення фінансових проблем Льоша рекомендує Антону організувати аукціон з особливими правилами. У дітей підготовка до виступу з нагоди дня народження школи. Мами вирішують допомогти синам у боротьбі за Елю. Тим часом дідусь запрошує Катю на побачення, але переборщує з алкоголем і таблетками.                                                                                           | 16.11.2017 |

### Сезон 2
| № серії | Опис серії | Прем'єра   |
| ------- | --- | ---------- |
| 1 (21)  | Антон та Олексій продовжують приховувати фінансові проблеми від сім'ї. Дідусь після операції змушений дотримуватися ряду обмежень, його доглядальницею стає Катя. Тим часом Данило з Яною і Ваня з Елею йдуть в боулінг. | 02.04.2018 |
| 2 (22)  | Використовуючи той факт, що Данило і Яна зустрічаються, Антон і Льоша намагаються подружитися з Альбертом. Ліда підозрює, що у Олексія є коханка. Дідусь натикається на заблокований еротичний канал. А Яна зробила татуювання з ім'ям Данила. | 02.04.2018 |
| 3 (23)  | Антон збрехав сім'ї, що Льоша винен у програші бізнесу. Після цього Ліда вигнала свого чоловіка з дому. Тепер перед Антоном стоїть непросте завдання повернути Олексія додому. Тим часом з метою економії Іванови вирішують звільнити Катю, переклавши частину її роботи на дітей. | 03.04.2018 |
| 4 (24)  | Оскільки Іванови були змушені звільнити Катю, Поліні доводиться сама вести домашнє господарство і економити. Антон вирішує орендувати нове житло, для чого потрібні гроші, і тому він влаштовує аукціон з продажу свого позашляховика. | 03.04.2018 |
| 5 (25)  | Антон придумує чергову схему, щоб викрутитися зі свого важкого фінансового становища: він вирішує продати свій будинок за реальною ціною, а для Альберта вказати занижену ціну особняка і віддати йому таким чином лише частину суми. За планом на виручені гроші можна буде купити більш «скромний» будинок. Тим часом Ваня та Данило вирушають на виїзну екскурсію з класом, де вони активізують свою боротьбу за Елю. | 04.04.2018 |
| 6 (26)  | Іванови починають жити в умовах бідності на дачі. Данило хоче викинути з голови Елю і зосередитися на стосунках з Яною. Поліна намагається викреслити Антона зі свого життя. Решта ж членів сім'ї, навпаки, відвідують Антона, паралельно вирішуючи свої питання в багатому будинку. | 04.04.2018 |
| 7 (27)  | Поліна та Іван не можуть звикнути до труднощів сільського життя. Антон хоче нормалізувати відносини з сім'єю, пропонуючи їм допомогу і комфорт облаштованого трейлера. Данило помічає, що Ваня без запиту бере гроші з сімейного бюджету, і придумує спосіб його навчити. А Дідусь заради Каті здійснює фізичний подвиг.                                                                                                 | 05.04.2018 |
| 8 (28)  | До Іванових в гості приїжджає батько Поліни. Сім'я вирішує приховати все, що сталося останнім часом. Для цього Поліна вмовляє Альберта надати в розпорядження на добу їхній колишній будинок. | 05.04.2018 |
| 9 (29)  | Вирішивши помиритися з сім'єю, батько Поліни приїжджає до Іванових на дачу. Антон намагається продати рись. Данило і Еля зізнаються один одному в коханні, і тепер їм належить розповісти про все Яні і Вані. | 09.04.2018 |
| 10 (30) | У Данила важкий вибір: або жити з нелюбимою вагітною Яною, або зустрічатися з коханою Елею. Втративши фінансову можливість відвідувати салон краси, Поліна починає переживати про свою зовнішність. Льоша організовує похоронне агентство. А Ліда знаходить роботу. | 10.04.2018 |
| 11 (31) | Вся родина в шоці від новини, що Яна вагітна від Данила. Одні вважають, що Данилу потрібно одружитися, інші проти весілля. Сам же Данило відправляється до батька Яни для серйозної розмови. А дідусь дізнається, чому йому симпатизує Катя. | 11.04.2018 |
| 12 (32) | Яні здається, що вона чужа в новій сім'ї. Данило намагається зробити все, щоб вона так не думала. Антон знаходить свої старі армійські листи і вирішує використати їх для примирення з Поліною. А Ліда з Льошею знімають нервове напруження оригінальним способом. | 12.04.2018 |
| 13 (33) | Яна та Данила збираються подати заяву до ЗАГСу. Ліда бере на себе клопоти з підготовки до майбутнього весілля. Іван намагається примирити Антона і Поліну, але ще більше ускладнює стосунки між батьками. А Льоші з дідусем вдається проникнути в особняк Іванових. | 16.04.2018 |
| 14 (34) | За наполяганням Поліни Яна сідає на дієту для вагітних. У Антона в трейлері завелися комахи, з якими він намагається боротися своїми силами. Данило захопився економікою і випробовує економічні схеми на відносинах Ліди і Льоші. Еля переконала Гамлета подивитися «У всі тяжкі», і тепер він думає, що Антон варить метамфетамін. Ваня і Яна дізнаються таємниці один одного.                                         | 17.04.2018 |
| 15 (35) | Ліда дорікає Льошу за його неробства, і у того виникає цікава бізнес-ідея з картоплею, яка призводить до додаткових проблем. Антон починає працювати в магазині Оганяна. Поліні доводиться виконувати збільшені в обсязі домашні обов'язки. А Ліда зусиллями Мілани стає справжньою красунею. Ваня хвалиться перед однокласниками, що зустрічається з дорослою жінкою.                                                   | 18.04.2018 |
| 16 (36) | Данило і Яна після весілля хотіли б жити окремо від сім'ї. Ліда наполягає, щоб Льоша влаштувався на роботу, інакше не буде чим оплачувати житло для молодят. Поліну продовжує дратувати постійна присутність Антона, і вона вирішує відвезти його трейлер подалі від дачі. Яна намагається закохати в себе Данила. | 19.04.2018 |
| 17 (37) | Іванови готуються до весілля Данила та Яни. Однак ні Данило, ні Яна не впевнені, що хочуть одружитися. Поліна пропонує Альберту прийти на весілля, а той починає доглядати за Поліною. Ваня ображається на Діану. | 23.04.2018 |
| 18 (38) | Батьки шоковані тим, що Ваня зустрічається з Діаною. Щоб припинити їхні стосунки, Поліна та Антон використовують різні методи. Льоша витратив гроші, призначені для покупки дров, і тепер намагається роздобути їх безкоштовно. | 24.04.2018 |
| 19 (39) | Антону досі не вдалося домогтися від Поліни прощення. Щоб розвіятися, він йде в клуб, де знайомиться з дівчиною. Ліда і Катя вирішують закодувати Олексія і Діда, проте реалізувати це виявляється непросто. А Іван знайомить Данила з подругою Діани. | 25.04.2018 |
| 20 (40) | Наближається Новий рік. Льоша повертається до своєї старої бізнес-ідеї: він купує новорічні феєрверки на гроші Антона. Альберт має намір «стерти» з життя Поліни Антона. Данило наполегливо намагається домогтися вибачення у Елі. А Дідусь натякає Каті, що їй було б непогано схуднути. | 26.04.2018 |

### Сезон 3
| № серії | Опис серії | Прем'єра   |
| ------- | --- | ---------- |
| 1 (41)  | У Данила та Івана випускний. Всі Іванови йдуть на свято, але Вані забороняють з'являтися на ньому через нещодавній проступок. Данила не влаштовує занадто відвертий наряд Елі. У Антона і Ліди виникає конфлікт з директрисою. А дідусь вирішує заробити на випускниках.                                         | 29.10.2018 |
| 2 (42)  | Данила та Іван вирішують питання з вступом до університету. Данило збирається навчатися в московському університеті, а на оплату житла для нього Льоші доводиться шукати гроші. Вані ж з вступом намагається допомогти Поліна.                                                                                   | 29.10.2018 |
| 3 (43)  | У будинку Іванових поселяється друг Льоші Гера, якого дружина вигнала з дому. Гера ненавмисно ранить рись. Антон влаштовує «пишні похорони» рисі заради «змагання в багатстві» з Оганяном. Ваня пробує нові способи спокушання дівчат, а Дід знаходить нове застосування квадрокоптеру.                          | 30.10.2018 |
| 4 (44)  | Антона дратує той факт, що Олексій відкрив шиномонтаж прямо на території особняка. Поліна переживає з приводу того, що Антон почав приділяти їй мало уваги. Дідусь змушений піти в лікарню, а стежити за своїми бджолами він залишає Данила та Івана.                                                            | 31.10.2018 |
| 5 (45)  | У Данила та Івана день народження. А це означає, що вже минув рік з тих пір, як дві сім'ї Іванових дізналися про те, що сталося в пологовому будинку. Іванови вирішують пофантазувати на тему того, що було б, якби хлопчиків не переплутали.                                                                    | 01.11.2018 |
| 6 (46)  | На університетському Дні першокурсника Данила ревнує Елю, а Ваня намагається стати першим мачо. Ліда зустрічається з однокласницями. Гамлет, заради підвищення рентабельності бізнесу, призначає Діда директором свого магазину.                                                                                 | 06.11.2018 |
| 7 (47)  | Олексій таємно від Ліди купує собі дорогий позашляховик на гроші, виручені від продажу частини будинку Антону. У Поліни з'являються підозри, що Антон знову захопився азартними іграми. А Данилу ніяк не вдається реабілітуватися перед однокласниками за зірвану вечірку.                                       | 06.11.2018 |
| 8 (48)  | Поліна створила гончарний шедевр, який буде представлений на виставці сучасного мистецтва. Дідусь вмовляє друга Льоші — Геру — зайнятися жебрацтвом. Бажаючи жити самостійно, Ваня переселяється в студентський гуртожиток. А Ліда вирішує освіжити свої навички водіння автомобіля.                             | 07.11.2018 |
| 9 (49)  | Ваня усвідомлює, що він все ще закоханий у Яну, і намагається заново почати з нею стосунки. Ліда згадує своє перше кохання. Гамлет, який дізнався про вчинок Данила, викладає все зло на Антоні. А дідусь заради халяви намагається використовувати нові технології.                                             | 08.11.2018 |
| 10 (50) | Антон відмовляється платити за навчання Вані, і той змушений влаштуватися на роботу в супермаркет. У Елі день народження, на який Гамлет забороняє Данилу приходити. Тим часом Поліна і Ліда знаходять наречену для Діда.                                                                                        | 12.11.2018 |
| 11 (51) | Ліда дізнається про те, що Льоша таємно від неї продав Антону половину будинку. І це призводить до сварки між Івановими. Данила готується до того, щоб вперше зайнятися любов'ю з Елею, а Яна намагається переконатися у вірності Вані. Тим часом Поліна дізнається, що її батько помер.                         | 13.11.2018 |
| 12 (52) | Ліда всіляко підтримує Поліну, яка перебуває в стані жалоби з приводу смерті батька. Антон застудився на похоронах, і Льоша пропонує йому лікування народними методами. А дідусь шукає жінку, в яку закохався з першого погляду, але не встиг познайомитися.                                                     | 14.11.2018 |
| 13 (53) | Олексій, Ваня та Данило беруть участь у турнірі з футболу. Ліда намагається домогтися підвищення зарплати в салоні Мілани. Дідусь спантеличений вибором подарунка на день народження Зої. | 15.11.2018 |
| 14 (54) | Іван бере участь у конкурсі «Містер універ». Олексій вчить Поліну розробляти бізнес-ідеї. Мілана хоче стати першою покупчинею нової моделі iPhone. У цьому їй допомагає Дід: він займає чергу і сидить в ній кілька діб.                                                                                         | 19.11.2018 |
| 15 (55) | Гамлет намагається умовити Мілану завести другу дитину. Дідусь підозрює, що про його махінації в супермаркеті дізнався Оганян. Щоб його задобрити, Дід запрошує всіх на природу. У лісі у Олексія виникає нова бізнес-ідея. А Ваня для знайомства з дівчатами починає відвідувати університетський басейн.       | 20.11.2018 |
| 16 (56) | Іванови починають помічати, що Поліна зловживає алкоголем. Еля більшу частину часу проводить зі своєю подругою Ксюшею, що не подобається Данилу. Дідусь зустрічає своє минуле кохання Катю і намагається похизуватися перед нею.                                                                                 | 21.11.2018 |
| 17 (57) | Мілана знімає кліп на свою пісню в будинку Іванових. Вані потрібно відремонтувати закріплену за ним кімнату в студентському гуртожитку. А Антон з Дідом хочуть позбутися своїх лисин шляхом трансплантації волосся.                                                                                              | 22.11.2018 |
| 18 (58) | Олексій хоче відправитися на риболовлю з друзями, але змушений проводити час на відпочинку з Лідою. Поліна запрошує в гості представників творчої інтелігенції. А Зоя дає дідусеві завдання — перекопати город, але той вирішує залучити до цієї роботи Данила та Івана.                                         | 26.11.2018 |
| 19 (59) | Оганян дає Антону завдання: провести скорочення штату співробітників супермаркету. Льоша затіює продаж дідової медовухи. У Діда помирає товариш, який винен йому гроші. А Ваня намагається організувати в університеті вечірку, альтернативну вечірці Гліба.                                                     | 27.11.2018 |
| 20 (60) | Діана вирішила продати автосалон, який колись належав Антону. Той же хоче викупити його назад, і з цією метою звертається за фінансовою допомогою до Гамлета. Тим часом Льоша з Дідом влаштовують розпродаж старих речей Антона. А Данила та Еля проходять обряд заручин на студентській вечірці «Бал вампірів». | 28.11.2018 |
| 21 (61) | Поліна влаштовує персональну виставку своїх гончарних робіт, на якій виявляється Анна Семенович. Льоша думає про вічне. Дідусь допомагає Зої, у якої захворів кіт. Данило дізнається, що в нього закохана ще одна дівчина. А Ваня вирішується зробити пропозицію Яні.                                            | 29.11.2018 |

### Сезон 4
| № серії | Опис серії | Прем'єра   |
| ------- | --- | ---------- |
| 1 (62)  | Данилу та Івану виповнюється 18 років, і вони роблять перші по-справжньому дорослі вчинки. Антон і Оганян сперечаються, хто з них головний у їхньому спільному автосалоні. Льоша сильно переоцінює можливості своєї машини. Дідуся, завдяки Зої, загрожує погіршення житлових умов. Поліна та Ліда вирішують відкрити бутик.                                                                                   | 11.11.2019 |
| 2 (63)  | Льоша серйозно має намір розпочати відновлення старого згорілого будинку, проте у нього виникає конфлікт з сусідом. Данило вирішує самостійно заробити на весілля з Елею. Ваня робить першу спробу вдарити за новою аспіранткою в університеті. Поліна та Ліда підбирають приміщення для свого нового бутика, а розбіжності Антона та Оганяна за рахунок автосалону досягають максимуму.                       | 11.11.2019 |
| 3 (64)  | Олексій з друзями роблять ремонт у приміщенні, купленому Поліною та Лідою для свого бутика. Данило доводить свою компетентність на роботі в автосалоні і отримує підвищення. А Ваня намагається привернути увагу улюбленої аспірантки за допомогою фактів з її минулого. | 12.11.2019 |
| 4 (65)  | Спроба Льоші зменшити рахунки за електроенергію народними способами обернулася тим, що техніка в будинку вийшла з ладу. Ваня продовжує формувати свій позитивний образ в очах аспірантки, для чого використовує Антона. Елі не подобається, що Данило став майже весь час витрачати на роботу. | 13.11.2019 |
| 5 (66)  | Батьків Івана та Данила викликають до університету, а делегатами від сім'ї стають Олексій та Антон. Ліда оформляє інтер'єр бутика на свій смак, що призводить до конфлікту з Поліною. Ваня взявся допомогти аспірантці зробити презентацію і водночас вирішив скористатися ситуацією, щоб зізнатися їй у коханні.                                                                                              | 14.11.2019 |
| 6 (67)  | Антон починає бізнес з новим діловим партнером, першим його завданням стає розробка логотипу їхньої нової фірми. Поліна та Ліда створюють оригінальну сукню для бутика. Данило намагається підвищити дисципліну серед своїх підлеглих, проте за збігом обставин він сам вимушено порушує встановлене правило. Дідусь придумує хитрощі, щоб підвищити собі пенсію, а Олексій конкурує з власним сином Іваном.   | 18.11.2019 |
| 7 (68)  | Антон незадоволений тим, що Данило більшу частину часу проводить з Оганянами. Сам же Данило намагається стати справжнім вірменом, щоб отримати благословення від дідуся Елі на весілля. Поліна і Ліда сперечаються про те, якого фасону повинні бути сукні в їхньому бутіку. Дід, Льоша і Ваня роблять ставки на тоталізатор, орієнтуючись на передбачення знайомої ясновидиці.                                | 19.11.2019 |
| 8 (69)  | Антон не може знайти інвестора для своєї інтернет-платформи, і Олексій «допомагає» йому в цьому питанні. Поліна сумнівається, що авторські сукні Ліди стануть затребуваними. Щоб розвіяти сумніви, Ліда йде на хитрість. Данило захоплюється азартними іграми, а Ваня випадково опиняється наодинці зі смартфоном аспірантки.                                                                                  | 20.11.2019 |
| 9 (70)  | Антон, Поліна і Ліда викликаються допомогти Льоші з будівництвом будинку, і він опиняється на межі викриття, оскільки земельна ділянка, де має бути побудований новий будинок, був проданий Олексієм таємно від сім'ї. Будинок Іванових тим часом залишається вільним, і цим вирішують скористатися Іван, Данило і Дід, причому у кожного з них свої плани.                                                    | 21.11.2019 |
| 10 (71) | Поліна не підтримує Антона в суперечці з його діловим партнером, що провокує скандал між подружжям. Дідусь і Льоша вирішують заробити на старовинному рецепті. Еля сумнівається у вірності Данила, а любовні стосунки Вані та аспірантки бурхливо розвиваються. | 25.11.2019 |
| 11 (72) | Олексій завів єнота, але той втік і тепер розгулює по дому. Через те, що інтернет-платформу не вдається запустити вчасно, Антону доводиться забивати інвестора. Данила та Елея обирають свій перший сімейний автомобіль. Кохана Вані вимушено звільняється з університету. | 26.11.2019 |
| 12 (73) | Льоша, не відпросившись у Ліди, відправляється з друзями на сплав по річці на плоту. Поліна просить Антона допомогти з просуванням бутика в Інтернеті, але той відмовляється. Данило, незважаючи на заперечення Елі, купує собі електрокар. А Ваня влаштовується на роботу до брата в автосалоні, де знайомиться з новою дівчиною — Христиною.                                                                 | 27.11.2019 |
| 13 (74) | Еля заводить маленьку собачку і залишає її під наглядом Данила, у якого паралельно на роботі відповідальний захід. Олексій вирішує відкрити контактний зоопарк і набирає для нього тварин. А бутик Поліни і Ліди відвідує Олена Летуча. | 28.11.2019 |
| 14 (75) | В автосалоні Оганяна падають продажі, і він звертається за допомогою до Антона, який не упускає можливості знущатися над старим другом. Ваня обіцяє своїй новій подрузі купити сукню, але не знає, де взяти гроші. Дідусь допомагає Зої налагодити стосунки з дочкою, з якою вони не бачилися вже кілька років. Льошу замучила совість, і він вирішує викупити назад земельну ділянку для будівництва будинку. | 28.11.2019 |
| 15 (76) | Знімальна група з федерального телеканалу знімає сюжет про бутик Поліни та Ліди. Олексій намагається використовувати телевізійний ефір у своїх корисливих цілях. Щоб справити враження на Крістіну, Вані доводиться буквально «викрасти» машину з автосалону Оганяна. А у Діда виникає конфлікт з дочкою Зої.                                                                                                  | 03.02.2020 |
| 16 (77) | Поліна та Ліда зі своєю колекцією одягу беруть участь у щорічному показі мод. Однак у журі конкурсу виявляється Діана, яка має намір помститися Івановим. Антон і Ваня вирішують її «нейтралізувати». Даня забуває про квиток для Елі, а промах Льоші та Діда ставить під загрозу участь Іванових у конкурсі.                                                                                                  | 04.02.2020 |
| 17 (78) | Антон, Оганян, а також Поліна з Лідою номіновані на премію «Підприємець року». Олексій придумав нову бізнес-ідею, для її реалізації він шукає інвестора серед підприємців. А Ваня тікає з виправних робіт, щоб повернути Христину. | 05.02.2020 |
| 18 (79) | Через конфлікт з Поліною Ліда вирішує переїхати назад до старого будинку. Ця новина шокує Льошу, оскільки переїжджати давно нікуди. Поліна прокидається в будинку бізнес-партнера Антона — Ігоря, до якого в гості несподівано вирішує зайти сам Антон. Данила в університеті не допускають до заліку, і йому на допомогу приходить Іван зі своїм планом.                                                      | 06.02.2020 |
| 19 (80) | Аспірантка повертається на роботу в університет, і Ваня намагається відновити їхні стосунки. Ліді стає відомо, що Олексій продав ділянку, де знаходився їхній старий будинок. Поліна просить вибачення у Антона, а той дізнається про ще один «сюрприз» від бізнес-партнера. | 10.02.2020 |
| 20 (81) | У Антона немає грошей, щоб повернути прокурору борг, тому прокурор пропонує йому інший варіант, як можна з ним розрахуватися. Даня випадково побачив Елю у весільній сукні перед весіллям — це призводить до загальної паніки. Відносини Льоші та Ліди опиняються на краю прірви. А дідуся належить зробити нелегкий вибір — дочка Зої пропонує їм обом переїхати жити до неї в Москву.                        | 11.02.2020 |
| 21 (82) | Настає день весілля Дані та Елі, який не обходиться без пригод. У нареченого відколюється зуб, а також він дізнається про те, що Ліда та Олексій збираються розлучитися. Оганян у звичній манері провокує Антона «помірятися подарунками», але у того є серйозніші проблеми. Поліна і Ліда, продавши свій бутик, допомагають Антону розрахуватися з прокурором. Однак прокурор має намір заарештувати Антона.  | 12.02.2020 |

### Сезон 5
| № серії  | Опис серії | Прем'єра   |
| -------- | --- | ---------- |
| 1 (83)   | Іванови вживають заходів, щоб отримати 30 мільйонів рублів для звільнення Антона з-під варти. В результаті вони продають будинок і переїжджають на дачу, яка через необережність згорає дотла. | 25.01.2021 |
| 2 (84)   | Антона звільнили з-під варти. Іванови змушені переїхати до рідного брата Антона, Бориса, у якого є своя ферма. У того з Антоном з дитинства погані стосунки. Борис не радий переїзду брата та його сім'ї. | 25.01.2021 |
| 3 (85)   | Антон знайшов інвестора для ферми, щоб допомогти братові з боргами. Олексій і Віктор Олексійович відпрацьовують у городі після того, як без запиту взяли припаси Бориса з льоху. Данило, довго шукаючи залікову книжку, запізнюється на автобус до інституту і знайомиться з Васею. Яна повертається до міста. | 26.01.2021 |
| 4 (86)   | Олексій і Борис намагаються налагодити продаж сиру на ринку. Ваня приводить на ферму іноземців, які навчаються в його інституті, щоб заробити на подарунок до дня народження Насті. Еля відливається від домашньої роботи. | 27.01.2021 |
| 5 (87)   | До Бориса знову приїжджає Симона. З Лідою знайомиться місцевий ветеринар, і Олексій ревнує колишню дружину. Данило вирішує підпрацювати комп'ютерним майстром. Антон приймає рішення, яке начебто допомагає впоратися з Симоною, але незабаром вона заявляє Антону, що йому доведеться зустрітися з прокуратурою. Антон прощається з родиною і їде. | 28.01.2021 |
| 6 (88)   | Поліна переживає за Антона. Ліда та Еля стурбовані її станом. Борис незадоволений тим, що його співмешканці витрачають багато електроенергії, і Данилу приходить в голову ідея використовувати гній як джерело електроенергії. Але для реалізації цієї ідеї Вані доведеться навчитися доїти корову. | 01.02.2021 |
| 7 (89)   | Травма ноги не дозволяє Борису керувати своїм господарством, тому він доручає виконання всіх справ Іванову. Олексію він доручає ремонт даху лазні, звідки той знову бачить ветеринара поруч з Лідою; Данилу, Вані та Елі — збір ягід, на який приїжджає Яна, і Ваня боїться піддатися спокусі; а Діду — віднести кошик овочів, що перетвориться для нього справжньою піратською пригодою не на тверезу голову.                                               | 02.02.2021 |
| 8 (90)   | До Бориса на огляд ділянки приїжджає людина з комісії конкурсу «Фермер року», і для остаточного прийняття заявки на участь йому потрібен рекомендаційний лист від голови селища. Данило знаходить фотографію свого прадіда-сироваря з рецептом сиру на зворотному боці і теж хоче навчитися цьому мистецтву, а Вася вирішує йому в цьому допомогти. Тим часом Олексій знову намагається заслужити прощення Ліди, реконструювавши їхню першу річницю весілля. | 03.02.2021 |
| 9 (91)   | Іванови відправляються на міський ярмарок. Степан запрошує Ліду на музичний виступ, і Олексій намагається цьому перешкодити. Данило продовжує практикувати мистецтво сироваріння, але через це Борису дістається не найкраще місце для торгівлі на ярмарку. Данило, Ваня та Еля вирішують цю проблему. | 04.02.2021 |
| 10 (92)  | Олексій прокидається вранці після веселої вечірки: в чужому ліжку і з чіткою впевненістю — ніч він провів не один. Ліда теж намагається з'ясувати, з ким вона провела ніч, і приходить до найстрашнішого для себе висновку. Борис, сам цього не бажаючи, постійно згадує Ніну і намагається від цього позбутися. Ваня і Данило намагаються примирити своїх дівчат спільною бідою, але все, як завжди, виходить з-під контролю.                               | 08.02.2021 |
| 11 (93)  | Борис намагається отримати грант для ферми, в чому йому допомагає Поліна. Олексій вирішує скористатися тим, що Бориса весь день не буде вдома, і кличе друзів на ферму. Втомившись від життя у великій родині, Еля пропонує Данилу зняти окреме житло. | 09.02.2021 |
| 12 (94)  | Борис намагається зізнатися Ніні в коханні, виконуючи роботи на її ділянці. Ліда теж приходить до Ніни, але за любовною порадою, а Олексій за цим спостерігає. Данило запускає свій стартап з продажу фермерської продукції, а Вася йому допомагає в цьому, що категорично не влаштовує Елю. | 10.02.2021 |
| 13 (95)  | Борис і Ніна починають зустрічатися, але вони не знають, як розповісти про це Васі. Дідусь і Ваня відправляються на страусину ферму, щоб вкрасти яйце. Олексій і Степан продовжують боротися за Ліду. | 11.02.2021 |
| 14 (96)  | Щоб витягнути Олексія з запою, дідусь збирає всіх його друзів на екстремальну риболовлю без алкоголю. Щоб не їсти огидну вигадку Ніни, Борису доводиться брехати, що він на дієті. Згодом Ніна сама сідає на дієту. Насті пропонують поїхати на стажування в Лондон, що дуже засмучує Ваню. | 15.02.2021 |
| 15 (97)  | Наближаються вибори голови селища, що дуже турбує Ніну. Дідусь представляється Степану батьком Ліди, батьківське благословення якого ще треба заслужити. Данило розшукує Елю. | 16.02.2021 |
| 16 (98)  | Щоб укласти контракт на поставку сиру в магазин, Борису і Поліні доводиться прикидатися подружньою парою. Тим часом Олексій хоче довести Ліді, що все ще затребуваний серед жіночої статі, і для цього він йде на шантаж. Ваня все ще не може вирішити, з ким йому краще: з Настей, яка відмовилася від стажування в Лондоні заради нього, або з Яною, з якою він нещодавно провів ніч.                                                                      | 17.02.2021 |
| 17 (99)  | Борис береться за виховання Васі. Через те, що Еля випадково проливає каву на ноутбук Данила, він дорікає дружині за необережність, і їй доводиться влаштуватися на роботу. У Ліди перепади в настрої, і в якості психотерапії вона разом з Поліною йде стріляти по банках з рушниці, де вони нариваються на поліцію. Ліда дізнається про свою вагітність.                                                                                                   | 18.02.2021 |
| 18 (100) | Конкурент Бориса пропонує Олексію вкрасти рецепт сиру за велику суму. Ліда випадково розповідає про свою вагітність Поліні, до якої приїжджає Симона, щоб спробувати знайти документи на землю. Тим часом Ваня намагається розлучитися з Настей, до якої, несподівано для нього, приїхали її батьки. | 19.02.2021 |
| 19 (101) | До Ніни приїжджає її колишній чоловік і батько Васі — Павло. Борис має намір вивести блудного батька на чисту воду через його кримінальне минуле. Ліда намагається розповісти Степану про свою вагітність, а Данило підозрює начальника Елі в тому, що він хоче забрати його дружину. | 24.02.2021 |
| 20 (102) | Борис і Павло починають збирати підписи за скасування будівництва СПА-комплексу в селищі. Ваня все ще не може визначитися з вибором дівчини. Ліда дізнається, що дитина від Олексія, який тим часом збирається поїхати на Камчатку. | 24.02.2021 |
| 21 (103) | Сім'я Іванових починає збирати речі для переїзду. Але Поліна вирішує визнати документи Симони недійсними шляхом отримання сімейного гранту, для цього Борис і Ліда йдуть до ЗАГСу. Церемонію перериває Олексій, з яким Ліда і розписує. Борис мириться з Ніною і робить їй пропозицію. Данила мириться з Елею, а також повертає ферму за допомогою компромату у вигляді відеозапису.                                                                         | 25.02.2021 |

### Сезон 6
| № серії  | Опис серії | Прем'єра   |
| -------- | --- | ---------- |
| 1 (104)  | Антон, Поліна, Данило та Еля переїхали до Італії. Тим часом фермерський бізнес Бориса пішов у гору, він відкриває птахофабрику, купує новий будинок, в якому також поселяються його кохана Ніна з дочкою і Олексій з Лідою і Дідом. Ваня живе в Москві, але незабаром несподівано приїжджає до своїх біологічних батьків. Вася дізнається таємницю Вані: його шукають колектори.                                                                          | 06.02.2023 |
| 2 (105)  | За безглуздим збігом обставин Олексій під виглядом Бориса отримує премію «Бізнесмен року». Ніна дізнається, що у них з Борисом не може бути дітей. Василиса таємно від матері зустрічається з хлопцем, проте її секрет може видати Ваня. | 06.02.2023 |
| 3 (106)  | Після витівки Олексія на церемонії премії «Бізнесмен року» губернатор починає будувати перешкоди бізнесу Іванових. Рахунки ферми заблоковані, а продукти відмовилися закуповувати магазини. Ліда дає народні поради Ніні, як завагітніти. У Вані конфлікт з Русом, хлопцем Васі. | 07.02.2023 |
| 4 (107)  | На прохання Ліди Борис знаходить для Олексія роботу на фермі. Олексій стає помічником ветеринара, але відразу влаштовує безлад на фермі: спаює бика і ветеринара. Колектори все ще шукають Ваню. Той просить Руса розібратися з ними, але натомість Ваня повинен допомогти Русу вкрасти дроти на лісопилці. | 08.02.2023 |
| 5 (108)  | Керуюча фермою Анна хоче підставити Бориса. Для цього вона переконує Олексія використовувати заборонені стимулятори росту курей, після чого викликає перевірку на ферму. Ліда хоче назвати майбутнього сина Пашею, але Борис несподівано виступає проти. Колектори уважно стежать за будинком Вані: ситуація стає вкрай небезпечною. На допомогу Вані приходить Вася.                                                                                     | 09.02.2023 |
| 6 (109)  | Щоб повернути борг, Ваня і Вася намагаються організувати бізнес на лікувальний бруд. Лікар пропонує Борису та Ніні спосіб завести дитину, для якої їм потрібно вибрати донора насіння. Однак Ніна з цим не згодна. Олексій і Дід відправляються в магазин за квадроцикломом для Борі, але випивають частину виданих їм грошей. | 13.02.2023 |
| 7 (110)  | Ваня і Вася знаходять інвестора для свого бізнесу — ним виявляється Яна, колишня дівчина Вані. Однак, на думку Васі, з цим інвестором може бути не все гладко. Олексій з друзями вирушають на риболовлю, де натикаються на Рибнадзор. Анна придумує нову ідею, як зруйнувати бізнес Бориса: для цього вона організовує інтерв'ю з ним. | 13.02.2023 |
| 8 (111)  | Олексій придумує план, як стати заступником Бориса на фермі. Для цього він викликає на ферму несправжніх пожежників. Ідея Вані про бізнес з лікувальним брудом стикається з новими перешкодами. Боря і Ніна запрошують в гості сусідів, щоб відволіктися від своєї проблеми. | 14.02.2023 |
| 9 (112)  | Ніна вмовляє Бориса відправитися в подорож до Індії. Борис вирішує оформити на Анну довіреність на ферму. Однак всі плани руйнують Олексій і Дід з їх «геніальною» ідеєю розвитку фермерського бізнесу. Ваня збирається знову поїхати до Москви, щоб сховатися від колекторів. Вася готова їхати з ним. | 15.02.2023 |
| 10 (113) | У Вані та Васі новий форс-мажор: разом з ними до Москви збиралася їхати Ніна, яка посварилася з Борою і нічого не знала про колектори. Тим часом Олексій повідомляє Борису, що Анна хоче відібрати у нього ферму. Борис в це не вірить, і тоді Олексій і Дід намагаються роздобути компромат на Анну. | 16.02.2023 |
| 11 (114) | Анна і голова району придумують новий спосіб, як відібрати ферму у Бориса: для цього потрібно зловити Бориса на хабарі і посадити до в'язниці. Вася так і не сказала Русу, що кинула його і тепер зустрічається з Ванею. Ваня вирішує сам розповісти про це Русу. Олексій намагається розколоти Степана, оскільки вважає його зрадником, і просить допомоги у Ліди. Ліда народжує.                                                                        | 20.02.2023 |
| 12 (115) | Олексій і Ліда отримують пропозицію, від якої їм важко відмовитися. Сусідка по палаті просить Ліду віддати на час їй новонароджену дитину за велику винагороду. Вася і Ваня збираються виїхати до Москви, але їм заважає Ніна і колектори, які змушують Ваню розвести Бориса на гроші. | 21.02.2023 |
| 13 (116) | Вся родина Іванових дізнається про любовні стосунки Івана та Василіси. Борис і Ніна від цього не в захваті. Борис пропонує Вані роботу на фермі, але той провалює перше ж завдання, правда, не з власної вини. Олексій і Дід випили гроші, які призначалися для покупки ванночки. Тепер їм потрібно в короткий термін знайти гроші, щоб приховати від Ліди цей факт. А Анні нарешті вдається виконати свою погану місію: ферма Борису більше не належить. | 22.02.2023 |
| 14 (117) | Борис дізнається, що саме Анна з головою району підставили його і вкрали ферму. Він намагається організувати страйк працівників, щоб натиснути на Анну. Льоха, втративши роботу на фермі, за допомогою Діда намагається отримати страховку. Ліда намагається вилікувати Ніну, а Вася з Ванею рятують Руса з в'язниці. | 27.02.2023 |
| 15 (118) | Ваня знаходить у ванній тест на вагітність Ніни і думає, що Вася від нього вагітна. Анна намагається позбутися Бориса і підключає до цього банк, в якому Борис брав іпотеку. Щоб її погасити, Боря довіряє Льохе і Діду машину на продаж. Тим часом Ніна, щоб повернути ферму, зв'язується зі своїм колишнім чоловіком і придумує план, згідно з яким Борису і Ніні потрібно розлучитися.                                                                 | 28.02.2023 |
| 16 (119) | Ваня і Вася дізнаються, що Анна сидить у додатку для знайомств, і просять Руса допомогти їм дізнатися пароль від сейфа з документами. Льоха і Дід перетинаються з колекторами, які ось-ось забирають будинок, і придумують план їх усунення. Боря намагається знайти Ніну, яка втекла з дому, і дізнається про її вагітність. | 01.03.2023 |
| 17 (120) | Іванових все ж виселяють з дому, а губернатор і голова району вирішують побудувати на місці ферми сміттєзвалище. Іванови йдуть на радикальну боротьбу з свавіллям. Ваня і Вася намагаються вкрасти документи на ферму. Дідусь пропонує ветеринару спосіб, як підставити губернатора. Олексію та Борису вдається зібрати компромат на губернатора та голову району. А Анна змінює свою думку про Бориса і допомагає йому повернути ферму.                  | 02.03.2023 |

### Сезон 7
| № серії  | Опис серії | Прем'єра   |
| -------- | ---------- | ---------- |
| 1 (121)  |            | 07.10.2024 |
| 2 (122)  |            | 07.10.2024 |
| 3 (123)  |            | 08.10.2024 |
| 4 (124)  |            | 08.10.2024 |
| 5 (125)  |            | 09.10.2024 |
| 6 (126)  |            | 09.10.2024 |
| 7 (127)  |            | 10.10.2024 |
| 8 (128)  |            | 10.10.2024 |
| 9 (129)  |            | 14.10.2024 |
| 10 (130) |            | 15.10.2024 |
| 11 (131) |            | 16.10.2024 |
| 12 (132) |            | 17.10.2024 |

## Саундтрек
| Тіна Кузнєцова                              | Ваня                                                                                   |
| Алла Пугачова                               | Сходи; Цей світ придуманий не нами; А знаєш, все ще буде                               |
| Михайло Боярський                           | Листя палять; Все пройде                                                               |
| Едуард Хіль                                 | Людина з будинку вийшла; Я дуже радий, адже я нарешті повертаюся додому; Що таке щастя |
| Олександр Зацепін                           | Скінчилося літо; музика з кінофільму «Діамантова рука»                                 |
| ВІА «Пісняри»                               | Косив Ясь конюшину                                                                     |
| Лепріконси                                  | Халі-галі                                                                              |
| Марія Чайковська                            | У кімнаті кольорових пелерин                                                           |
| Глюк'oZa                                    | Наречена; Весілля                                                                      |
| Сектор Газу                                 | Час додому                                                                             |
| Надія Кадишева та ансамбль «Золота обручка» | Нумо, друже, на ціпок                                                                  |
| Трохим                                      | Снігур; Місто Сочі                                                                     |
| Нуль                                        | Пісня про справжнього індіанця                                                         |
| Lisle Moore                                 | Are You Decent                                                                         |
| Ehren Ebbage і Hannah Lynn Miller           | Keep It Coming                                                                         |
| Steve Martin & Henrik Wikstrom              | Welcome Home                                                                           |
| Guy Jeffrey Barker & Kurt Elling            | Lucky World                                                                            |
| Brice Davoli                                | Guilty Curiosity                                                                       |
| Ryan Hanifl, Gregory Camp                   | Soul Survivor                                                                          |
| Rhett Nelson                                | Rampage                                                                                |
| ВІА «Червоні маки»                          | Все, що було                                                                           |
| ВІА «Блакитні гітари»                       | Вітер північний                                                                        |
| Ненсі                                       | Дим сигарет з ментолом                                                                 |
| Шура Кузнєцова                              | Не тонути, а плисти                                                                    |
| Бутирка                                     | Не чіпай осінь                                                                         |
| Поліграф КулькаOFF                          | Харизма                                                                                |
| Майя Кристалинська                          | А сніг йде                                                                             |
| Jennifer Left                               | I Heard You Laugh                                                                      |
| Ігор Іванов                                 | Із вагантів                                                                            |
| GAZIROVKA                                   | Black                                                                                  |
| Мот                                         | День і ніч                                                                             |
| Олександр Барикін                           | Букет                                                                                  |
| Tom Odell                                   | Another Love                                                                           |
| Геннадій Гладков                            | Музика з кінофільму «Джентльмени удачі»                                                |
| Yung Drug                                   | First Place                                                                            |
| MARUV                                       | Siren Song                                                                             |
| Manizha                                     | I Am Who I Am                                                                          |

Також в 10-й і 30-й серіях звучить пісня «Ти сказала ні», створена авторами Yellow, Black and White ще для телесеріалу «Кухня» (пісню виконував Дмитро Назаров у 93 серії «Кухні»).
Деякі музичні композиції в серіалі виконують самі актори:
- Анна Уколова - «Бугорками» (народна музика) - 14, 56, 58 серії
- Олексій Лукін і Семен Тріскунов - «Пісенька мамонтеня» (автори В. Шаїнський і Д. Непомняща) - 20 серія
- Олексій Лукін - «Реп Івана Іванова» (написаний авторами серіалу «Іванови-Іванови») - 41 серія

## Рейтинг серіалу в Росії
Серіал успішно стартував в ефірі телеканалу СТС. За даними компанії «Mediascope», частка російських глядачів, які подивилися перші дві серії, склала 16,8% в аудиторії «10-45». У Москві цей показник за дві перших серії склав 18,7%. Надалі серіал продовжив показувати високі рейтинги, залишивши позаду комедію каналу ТНТ «Фізрук».
Середня частка другого сезону серед аудиторії «Росія. Глядачі 10-45» склала 15,3%.
Перший і другий сезони в слоті 20:30-21:00 посіли перше місце по аудиторії «10-45», випередивши всі інші передачі, що виходили в цьому ж слоті на інших російських телеканалах.
Третій сезон також з успіхом транслювався на телеканалі СТС.
Четвертий сезон телесеріалу в слоті 19:30-20:00 також посів перше місце серед аудиторії «Росія. Глядачі 10-45 », випередивши всі інші передачі, що виходили в цьому ж слоті на інших російських телеканалах.

## Думки про серіал
Серіал отримав позитивні відгуки критиків:
- Євген Ухов, оглядач Film.ru:

«По-естеесовськи завзято, весело, перспективно. <...> Головний секрет і удача серіалу - акторський склад, феноменально точно вписаний у придумані образи»
- Ігор Карєв, «Газета.Ru»:

«Іванови-Іванови» в результаті зведені до зіткнення двох способів життя, які доволі часто зустрічаються в сучасній Росії. <...> типажі вийшли впізнаваними - особливо у випадку з главами родин, характерні риси яких виявилися вельми яскравими і опуклими»
- Максим Марков, «Рідус»:

«Багатством серіалу стають нехай шаржовані, але легко впізнавані персонажі, анекдотичні, але разом з тим типові ситуації. У зв'язку з чим за успіх тут відповідає не один артист-лідер, а вся команда - і в першу чергу верхівка акторського ансамблю: Михайло Трухін, Анна Уколова і Юрій Іцков, Сергій Бурунов і Олександра Флоринська, Семен Тріскунов і Олексій Лукін»

## Премія
Ганна Уколова отримала премію ТЕФІ-2018 в номінації «Краща акторка телевізійного фільму / серіалу» за роль Ліди Іванової. Про свою роль в телесеріалі Анна Уколова зазначає наступне:
|  | Я не підлаштовувалася під свою героїню, а підігнала її під себе <...> я згадала своє дитинство і трохи інтонації «піддала», роблячи справжню жительку Самарської області. Інтонаційно взяла дещо у наших сусідів. Коли я чую цю мелодику, я кайфую. Брала фрази з особистого досвіду, наприклад, я часто говорила «ты чё поддуриваешь-то?» - так говорила моя бабуся, яка жила під Жигулівським. |

## Знімальна група

### Генеральні продюсери
Едуард Ілоян (1-2 сезони)
Віталій Шляппо (1-2 сезони)
Олексій Троцюк (1-2 сезони)
Денис Жалінський (1-2 сезони)
Дар'я Легоні-Фіалко (1-2 сезони)
Катерина Андрієнко (1-2 сезони)
В'ячеслав Муругов (2-5 сезони)
Антон Федотов (3-5 сезони)
Євген Юранов (4-5 сезони)

### Продюсери
Антон Федотов (1-2 сезони)
Євген Юранов (1-3 сезони)
Михайло Ткаченко (1-2 сезони)
Ігор Тудвасев (5 сезон)
Павло Данилов (5 сезон)
Димитрій Ян (5 сезон)

### Провідний продюсер
Тетяна Саричева (4-5 сезони)

### Виконавчі продюсери
Тетяна Саричева (1-3 сезони)
Павло Саричев (1 сезон)
Георгій Подорожников (3-5 сезони)
Катерина Ласкарі (до шлюбу Андрієнко) (3 сезон)

### Режисери-постановники
Антон Федотов (1-2 сезони)
Андрій Елінсон (3 сезон)
Федір Стуков (4 сезон)
Сергій Знаменський (5 сезон)

### Режисери другої групи
Андрій Елінсон (2 сезон)
Олена Корчагіна (3 сезон)
Михайло Поляков (4 сезон)

### Оператори-постановники
Карен Манасерян (1-2 сезони)
Артем Анісімов (3 сезон)
Григорій Володін (4 сезон)
Дмитро Шабалдін (5 сезон)

### Оператори-постановники другої групи
Федір Стручев (2 сезон)
Дмитро Шабалдін (3-4 сезони)

### Художник-постановник
Олександр Кім (1-4 сезони)

### Музичний продюсер
Ігор Попцов (1-4 сезони)

### Композитор
Іван Канаєв
Денис Воронцов

### Креативні продюсери
Олексій Міхнович (1-3 сезони)
Олексій Татаренко (1-3 сезони)
Микита Герфанов (3-4 сезони)
Юрій Овчинников (3-4 сезони)
Мехралі Пашаєв (4-5 сезони)
Андрій Кошкін (4-5 сезони)

### Керівник авторських груп
Віталій Шляппо (1 сезон)

### Сценарій
Олексій Міхнович (1-3 сезони)
Олексій Татаренко (1-3 сезони)
Вадим Голомако (1-3 сезони)
Олександр Гаврильчик (1-3 сезони)
Андрій Канойко (1-3 сезони)
Андрій Дерьков (1-3 сезони)
Юлія Грицкевич (1-3 сезони)
Іван Грицкевич (1-3 сезони)
Олександр Трофімов (1-2 сезони)
Сергій Сазонов (1-2 сезони)
Василь Земзюлін (2-3 сезони)
Василь Смолін (2-3 сезони)
Сергій Лебедєв (2-3 сезони)
Павло Брусочкін (3 сезон)
Микита Герфанов (3-4 сезони)
Сергій Фірсов (3-4 сезони)
Євген Юранов (3 сезон)
Олександр Назаров (3-4 сезони)
Олег Смагін (3 сезон)
Денис Косяков (4 сезон)
Вадим Островський (4 сезон)
Євген Русак (4 сезон)
Дмитро Матросов (4 сезон)
Кирило Соловйов (4 сезон)
Дмитро Литвиненко (4 сезон)
Анна Сімікіна (4 сезон)
Олексій Лебедєв (4 сезон)
Семен Лобанов (4 сезон, участь)
Мехралі Пашаєв (4 сезон)
Андрій Кошкін (4 сезон)
Сергій Кондрашин (4 сезон)
Михайло Степанов (4 сезон)
Кирило Легай (4 сезон)

## Факти
Фамільний герб Іванових схожий на емблему футбольного клубу «Манчестер Юнайтед».
Спільна робота акторів Семена Тріскунова та Олексія Лукіна велася ще до початку зйомок серіалу «Іванови-Іванови»: вони разом зіграли в декількох фільмах, зокрема, в «Привиді».
Актор Грант Тохатян, який виконав у телесеріалі роль Гамлета Оганяна, раніше зіграв у ситкомі «Останній з Магікян» (також СТС) головного персонажа Карена Магікяна. Характерні риси образу Гамлета Оганяна значною мірою були запозичені у Карена Магікяна.
Також ще деякі ролі в телесеріалі «Іванови-Іванови» виконали актори, які раніше зіграли в інших ситкомах СТС: Єлизавета Арзамасова і Андрій Леонов («Татусеві дочки»), Станіслав Дужников («Вороніни»).
Роль Діани спочатку грала Наталія Юннікова, колишня дружина режисера Антона Федотова, але 26 вересня 2017 року вона померла від втрати свідомості і тривалої коми. Тому сцени з покійною акторкою довелося перезняти. Замість неї зіграла акторка Юлія Подозерова.
У 37 серії Олексій, герой Михайла Трухіна, наспівує: "Поквапся! У нас зараз котлетки! - З макарошками? - Ні, з пюрешкою!.." Це відсилання до діалогу з телесеріалу «Вулиці розбитих ліхтарів», де також грав Михайло Трухін, і до зробленого на ці слова реміксу Enjoykin.
З головними героями телесеріалу "Іванови-Іванови" в 2019 році було знято п'ять рекламних роликів MasterCard, заснованих на наступних міні-сюжетах: "Медитація",  "Збори в дорогу", "VK", "Кільце", "Очікування".

## Адаптація телесеріалу в Україні
У червні 2019 року український телеканал «1+1» почав зйомки адаптації російського ситкому «Іванови-Іванови». Українська версія серіалу отримала назву "СидОренки-СидорЕнки». Прем'єра першого 40-серійного сезону відбулася 28 жовтня 2019 року. Проєкт отримав успішні рейтинги, що дозволило продовжити його на другий сезон. Прем'єра другого 40-серійного сезону проекту відбулася під назвою "СидорЕнки-СидОренки-2. Ремонт стосунків" 19 жовтня 2020 року о 20:45 на телеканалі "1+1". Другий сезон також показав високі рейтинги. Планується продовження на третій сезон.
Прем'єра 3 сезону запланована на 4 березня 2024 на каналі ТЕТ.